# Santa María del Val
Santa María del Val è un comune spagnolo di 113 abitanti situato nella comunità autonoma di Castiglia-La Mancia.